# Here (película)
Here es una película dramática estadounidense dirigida por Robert Zemeckis y escrita por Eric Roth. Está basada en la novela gráfica del mismo nombre de Richard McGuire. La película está protagonizada por Tom Hanks, Robin Wright, Paul Bettany y Kelly Reilly.
Here se estrenó en Estados Unidos en 2024, a cargo de Sony Pictures.

## Argumento
La película se presenta en una narrativa no lineal. A continuación se presenta un resumen lineal de la trama. La historia cubre los eventos de una sola habitación y sus habitantes que van desde el pasado hasta el futuro.
Se muestra a los dinosaurios vagando por una zona hasta que son extinguidos y comienza la Edad de Hielo . Después de que termina la Edad de Hielo, la Tierra se vuelve verde nuevamente. Mucho más tarde, la zona es habitada por la tribu de los lenni-lenape, y una de las historias sigue a un hombre y una mujer, su cortejo, su familia y, finalmente, la muerte de la mujer.
Posteriormente, la zona forma parte de la finca de  William Franklin, hijo de Benjamin Franklin (el último gobernador colonial de Nueva Jersey desde 1763 hasta 1776). A principios del siglo XX, se construye la casa que se convierte en el centro de la mayor parte de la acción de la película. Sus primeros inquilinos son John Harter y su esposa, Pauline. El Sr. Harter está obsesionado con volar y luego muere de gripe española.
Los habitantes posteriores de la casa incluyen a la pareja bohemia formada por Leo, un inventor, y Stella Beekman, una modelo Pin-up, que viven allí en la década de 1940 antes y durante la guerra. Leo inventa lo que se convierte en el reclinable La-Z-Boy y la pareja se muda a California. La familia Young, formada inicialmente por Al y Rose, compra la casa en 1945, después de la conclusión de la Segunda Guerra Mundial. Los Young crían a tres hijos en la casa: Richard, Elizabeth y Jimmy. Después de que Richard, de 18 años, deje embarazada a su novia Margaret, se casan y crían a su hija Vanessa en la casa, y finalmente toman el relevo de Al y Rose.
A principios de la década de 2000, Richard y Margaret se divorcian y Richard termina vendiendo la casa. Entre los habitantes posteriores se encuentran Devon y Helen Harris y su hijo Justin. Helen queda devastada cuando su ama de llaves, Raquel, muere de COVID-19 . Después de eso, Devon y Helen venden la casa. En 2024, siendo ya un hombre mayor, Richard lleva a Margaret, que ahora tiene amnesia, a la casa vacía. Le recuerda la vez que Vanessa, cuando era niña, perdió una cinta de la escuela, lo que desencadena sus recuerdos sobre su vida compartida en la casa. Entonces se ve el escenario fuera de la casa y un colibrí asomándose por el paisaje.

## Reparto
- Tom Hanks como Richard Young
- Robin Wright como Margaret Young
- Paul Bettany como Al Young
- Kelly Reilly como Rose Young
- Leslie Zemeckis  Elizabeth Young
- Michelle Dockery  como Pauline Harter
- Gwilym Lee como John Harter
  - Lauren McQueen como la joven Elizabeth
  - Beau Gadsdon como la adolescente Elizabeth
- Jonathan Aris como Earl Higgins
- Daniel Betts  como William Franklin
- Harry Marcus como Jimmy
  - Albie Salter como el joven Jimmy
- Lilly Aspell como Betania
- Joel Oulette como Hombre Indígena
- Dannie McCallum como mujer indígena
- Nicholas Pinnock como Devon Harris
- Nikki Amuka-Bird como Helen Harris, la esposa de Devon
- Cache Vanderpuye como Justin Harris, hijo de Devon y Helen
- Anya Marco Harris como Raquel
- Zsa Zsa Zemeckis como Vanessa Young, la hija de Richard y Margaret
- Dexter Sol Ansell como niño pequeño vestido
- Stuart Bowman como empresario
- Angus Wright como Gilbert Moore, CHHP
- Tony Way como Ted
- Jemima Rooper como Virginia
- Mohammed George como conductor de carruaje

## Producción
En febrero de 2022 se anunció una adaptación cinematográfica de Here de Richard McGuire . La película es producida por Playtone e ImageMovers y escrita por Eric Roth, dirigida por Robert Zemeckis y protagonizada por Tom Hanks. Cuando comenzó el Cannes Film Market en mayo, Robin Wright ya había sido elegido y Miramax se unió como el principal financista y agente de ventas internacional, y Sony Pictures adquirió los derechos de distribución en EE. UU. en Cannes más tarde. Paul Bettany y Kelly Reilly se unieron al elenco en septiembre. Se planeó que la producción comenzara en septiembre de 2022.
La película utiliza una nueva tecnología de inteligencia artificial generativa llamada Metaphysic Live para intercambiar rostros y reducir la edad de los actores en tiempo real mientras actúan, en lugar de utilizar métodos adicionales de procesamiento de posproducción. La producción de la película comenzó en febrero de 2023 en Londres cuando se anunció que Leslie Zemeckis también tenía un papel en la película. En abril, Michelle Dockery y Gwilym Lee fueron elegidos.

## Estreno
Sony Pictures estreno la película el 1 de noviembre de 2024.